# Holzbach (Finkenbach)
Der Holzbach ist ein 2 km langer, orografisch rechter Nebenfluss des Finkenbachs im nordrhein-westfälischen Bielefeld, Deutschland.

## Geographie
Der Bach entspringt an der Bielefelder Ziegelstraße auf einer Höhe von 90 m ü. NN. Nach Nordosten abfließend durchfließt er nach etwa 800 Metern einen Teich nordöstlich der Radrennbahn. Nach weiteren 1,2 mündet der Bach auf 82 m ü. NN rechtsseitig in den Finkenbach. Gemäß der Deutschen Grundkarte 1:5000 liegt die Mündung nördlich des Friedhofs Heepen, nach der Gewässerstationierung NRW westlich der Vogteistraße.